# Vrede van Sint-Truiden
De Vrede van Sint-Truiden werd op 22 december 1465 te Sint-Truiden ondertekend na de slag bij Montenaken en beëindigde de Eerste Luikse Oorlog.
Karel de Stoute versloeg Luikse troepen die zich verzetten tegen het gezag van hun prins-bisschop Lodewijk van Bourbon, een neef en beschermeling van Karels vader, Filips de Goede. Het prinsbisdom werd een Bourgondisch protectoraat. Maria van Bourgondië verzaakte op 19 maart 1477 aan al haar rechten op het prinsbisdom.